# Soulier d'or belge 2019

Le Soulier d'or 2019 est un trophée individuel, récompensant le meilleur joueur de football du championnat de Belgique ainsi que la meilleure joueuse belge de football sur l'ensemble de l'année 2019. Ce prix récompense donc deux demi-saisons, la fin de la saison 2018-2019, de janvier à juin, et le début de la saison 2019-2020, de juillet à décembre.
Il s'agit de la soixante-sixième édition du trophée, remporté par le milieu de terrain belge du Club Bruges KV, Hans Vanaken, et par l'attaquante de Manchester City, Tessa Wullaert . 

## Classement masculin
| Place              | Pays                             | Joueur             | Club(s)          | Points |
| ------------------ | -------------------------------- | ------------------ | ---------------- | ------ |
| Médaille d'or      | Belgique                         | Hans Vanaken       | Club Bruges KV   | 322    |
| Médaille d'argent  | République démocratique du Congo | Dieumerci Mbokani  | Royal Antwerp FC | 303    |
| Médaille de bronze | Ukraine                          | Ruslan Malinovskyi | KRC Genk         | 220    |
| 4.                 | Belgique                         | Leandro Trossard   | KRC Genk         | 192    |
| 5.                 | Canada                           | Jonathan David     | KAA La Gantoise  | 62     |
| 6.                 | Belgique                         | Simon Mignolet     | Club Bruges KV   | 56     |
| 7.                 | Norvège                          | Sander Berge       | KRC Genk         | 50     |
| 8.                 | Tanzanie                         | Mbwana Aly Samatta | KRC Genk         | 48     |
| 9.                 | Pays-Bas                         | Ruud Vormer        | Club Bruges KV   | 32     |
| 10.                | Cameroun                         | Didier Lamkel Zé   | Royal Antwerp FC | 30     |

## Classement féminin
| Place              | Joueuse        | Club                               | Points |
| ------------------ | -------------- | ---------------------------------- | ------ |
| Médaille d'or      | Tessa Wullaert | Manchester City                    | 220    |
| Médaille d'argent  | Janice Cayman  | Montpellier HSC Olympique lyonnais | 168    |
| Médaille de bronze | Tine De Caigny | RSC Anderlecht                     | 124    |

## Autres prix

### Gardien de l'année
| Place              | Pays     | Joueur                 | Club(s)                  | Points |
| ------------------ | -------- | ---------------------- | ------------------------ | ------ |
| Médaille d'or      | Belgique | Simon Mignolet         | Club Bruges KV           | 395    |
| Médaille d'argent  | Turquie  | Sinan Bolat            | Royal Antwerp FC         | 332    |
| Médaille de bronze | Belgique | Hendrik Van Crombrugge | KAS Eupen RSC Anderlecht | 227    |

### Espoir de l'année
| Place              | Pays     | Joueur           | Club(s)           | Points |
| ------------------ | -------- | ---------------- | ----------------- | ------ |
| Médaille d'or      | Belgique | Yari Verschaeren | RSC Anderlecht    | 320    |
| Médaille d'argent  | Canada   | Jonathan David   | KAA La Gantoise   | 275    |
| Médaille de bronze | Norvège  | Sander Berge     | KRC Genk          | 252    |
| 4.                 | Sénégal  | Krépin Diatta    | Club Bruges KV    | 251    |
| 5.                 | Belgique | Zinho Vanheusden | Standard de Liège | 250    |

### Entraîneur de l'année
| Pays | Entraîneur       | Club           |
| ---- | ---------------- | -------------- |
|      | Philippe Clement | Club Bruges KV |

### But de l'année
| Pays | Joueur       | Club           | Match                                           |
| ---- | ------------ | -------------- | ----------------------------------------------- |
|      | Clinton Mata | Club Bruges KV | Club Bruges KV - KAA La Gantoise (31 mars 2019) |

### Meilleur diable à l'étranger
| Joueur      | Clubs                  |
| ----------- | ---------------------- |
| Eden Hazard | Chelsea FC Real Madrid |

### Sources
- Vanaken élu Soulier d'Or pour la 2e année consécutive, 3e Soulier d'Or pour Wullaert, Verschaeren espoir de l'année, rtbf.be
- Vanaken mais aussi Wullaert, Hazard, Clément et Verschaeren: voici tous les lauréats de la soirée, dh.be